# Félix Barthe
Pour les articles homonymes, voir Barthe.
Félix Barthe est un jurisconsulte et homme politique français né à Narbonne (Aude) le 28 juillet 1795 et mort à Paris le 27 janvier 1863. Il est le fils de Michel Barthe (1758-1820), député au Conseil des Cinq-Cents et de Marie-Anne Valette (1762-1830). Il a épousé le 8 août 1820 Célestine Victoire Thomas (1801-1875) dont il a eu quatre filles.
Il fut député de 1830 à 1834, ministre de l'Instruction publique et des Cultes et ministre présidant le conseil d'État (1830-1831) puis ministre de la Justice et ministre présidant le conseil d'État (1831-1834 et 1837-1839), pair de France, sénateur du Second Empire et premier président de la Cour des comptes (1834-1837) et (1839-1863).

## Biographie
Félix Barthe fit ses études au Collège Saint-Remi de Toulouse puis à la faculté de droit de cette ville. Il vint faire son stage à Paris et s'inscrivit comme avocat au barreau de la capitale. Très jeune, il s'engagea dans la charbonnerie et devint l'un des hommes en vue du parti libéral, se faisant remarquer à la fois par son talent d'avocat et par l'ardeur de son opposition à la Restauration.
Il se signala notamment par le discours qu'il prononça aux funérailles du jeune Lallemand, tué par un garde royal en juin 1820 en criant « Vive la Charte ! » lors d'une émeute sur la place de la Concorde. Barthe tenta, mais sans succès, de faire citer l'assassin devant le Conseil de guerre et adressa aux journaux une protestation qui fut arrêtée par la censure. Dès lors, il plaida dans de nombreux procès politiques. Il fit acquitter devant la Chambre des pairs le lieutenant-colonel Caron, accusé d'avoir participé à une conspiration en août 1820. Il défendit à Colmar trois des accusés de la conspiration découverte à Belfort en 1821. En juillet 1823, il plaida pour le député du Haut-Rhin Jean-Jacques Koechlin qui avait publié une brochure sur le complot de Colmar et fut suspendu pendant un mois pour la vivacité de sa plaidoirie. Ses confrères libéraux prirent alors sa défense et organisèrent un banquet en son honneur.
Il défendit également les quatre sergents de La Rochelle. Devant la Chambre des députés, il plaida pour le Journal du Commerce, poursuivi pour avoir parlé légèrement des élections, et qui fut condamné à la peine minimale.
En 1830, Barthe fut l'un des artisans des Trois Glorieuses. Il participa à la protestation des journalistes contre les ordonnances de Saint-Cloud et aux travaux de la commission municipale provisoire. Il fut nommé procureur du roi près le tribunal civil de la Seine.
Il fut élu député le 21 octobre 1830 dans le 7e arrondissement électoral de Paris (381 voix sur 709 votants) contre Nicolas Bavoux, qui venait d'être nommé conseiller-maître à la Cour des comptes et était donc soumis à réélection.
Le 27 novembre 1830, il succéda à Joseph Mérilhou comme ministre de l'Instruction publique et des Cultes et ministre-présidant le Conseil d'État dans le gouvernement de Jacques Laffitte.

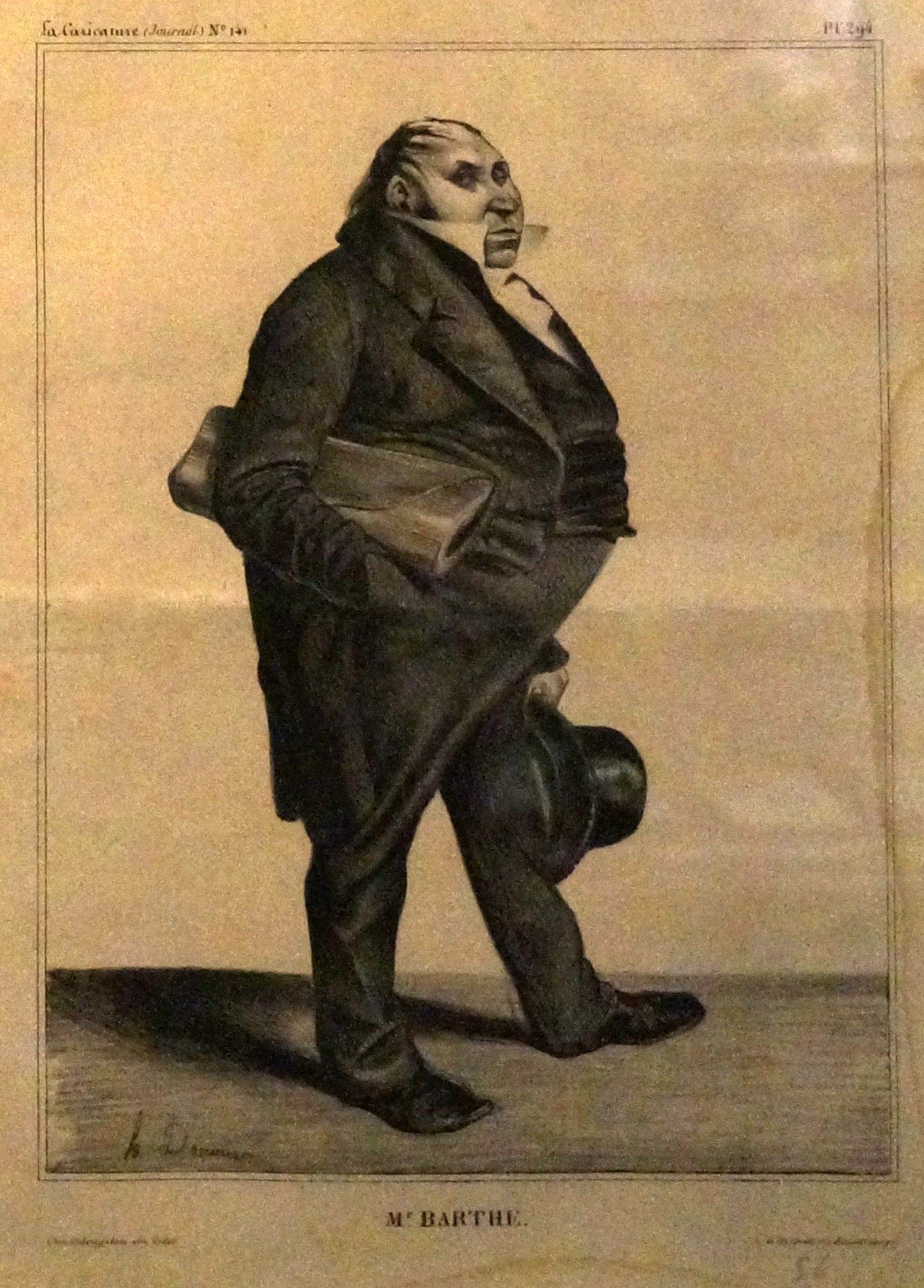
M. Barthe dessiné par H Daumier, La Caricature.

Le 13 mars 1831, il succéda toujours à Mérilhou comme ministre de la Justice dans le gouvernement Casimir Perier, tout en gardant la responsabilité de présider le Conseil d'État, et conserva ces fonctions dans le premier gouvernement Soult jusqu'au 4 avril 1834. Il attacha son nom à l'un des monuments législatifs du règne : la loi du 28 avril 1832 modifiant le Code pénal et le Code d'instruction criminelle (Voir l'article : Grandes lois sous la monarchie de Juillet).
La Caricature du 18 juillet 1833 en fit le portrait suivant : « À ces yeux louches, à ce sourire faux, à cette tournure épaisse, à cette figure outrecuidante, vous devinez que ce ministre est Barthe. Il n'y a guère qu'à l'administration de la justice en France, que vous auriez de la peine à reconnaître l'ex-carbonaro de la Restauration ; mais que voulez-vous ? C'est comme ça que la monarchie les aime. » Selon les journaux satiriques du temps, Barthe mettait à profit son fort strabisme pour surveiller simultanément les légitimistes et les républicains.
Il fut réélu député le 5 juillet 1832 dans le 11e arrondissement électoral de Paris (589 voix sur 976 votants contre 330 à Boulay de la Meurthe). En 1834, il présenta la loi sur la censure et les associations politiques.
Nommé pair de France et Premier président de la Cour des comptes (1834), il redevint ministre de la Justice dans le deuxième ministère Molé du 15 avril 1837 au 31 mars 1839. Il retrouva alors la première présidence de la Cour des comptes et fut fait grand-croix de la Légion d'honneur (19 avril 1846).
Il fut révoqué de ses fonctions de Premier président en 1848 mais réintégré en 1849. Le 31 décembre 1852, il fut nommé sénateur du Second Empire. Il se montra relativement discret et professa des opinions beaucoup plus conservatrices que dans sa jeunesse. Dans la discussion de l'adresse le 6 mars 1861, il proposa un amendement demandant « le maintien à Rome de la souveraineté temporelle du Saint-Siège, sur laquelle repose l'indépendance de son autorité spirituelle ». Cette proposition étonna de la part d'un ancien carbonaro ; Prosper Mérimée l'explique en ces termes dans une lettre du 8 mars 1861 : « Savez-vous pourquoi M. Barthe, qui d'ordinaire est assez lourd, a été meilleur que de coutume dans son discours sur l'amendement ? C'est qu'il avait consulté une nymphe Égérie, et cette nymphe n'est autre que notre ami Thiers. »
Il était également membre de l'Institut de France.
Distinctions
- Légion d'honneur[1] :
  -  Grand-croix de la Légion d'honneur 19 avril 1846 ;
  - Commandeur de l'ordre belge de Léopold le 17 avril 1833 pour avoir été un des témoins du mariage à Compiègne le 9 août 1832 entre le roi des Belges Léopold 1er et la princesse Louise d'Orléans, fille du roi Louis-Philippe.